# انتخابات الرئاسة الأمريكية 1928
الانتخابات الرئاسية الأمريكية 1928 هي الانتخابات الرئاسية الأمريكية التي جرت في 6 نوفمبر 1928، لانتخاب رئيس الولايات المتحدة، فاز بالانتخابات هربرت هوفر.

## معرض صور

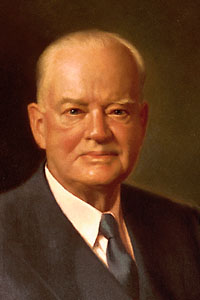
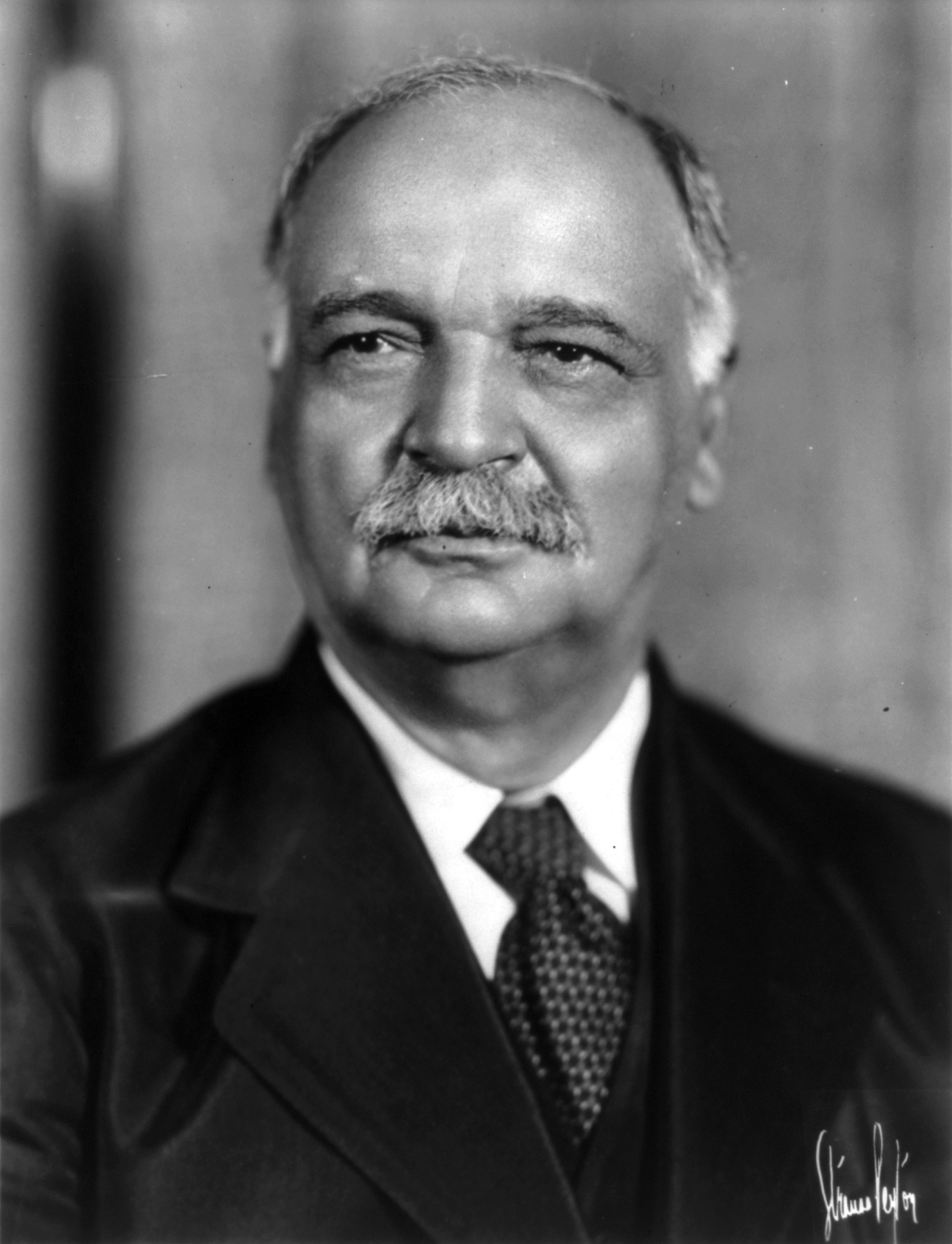
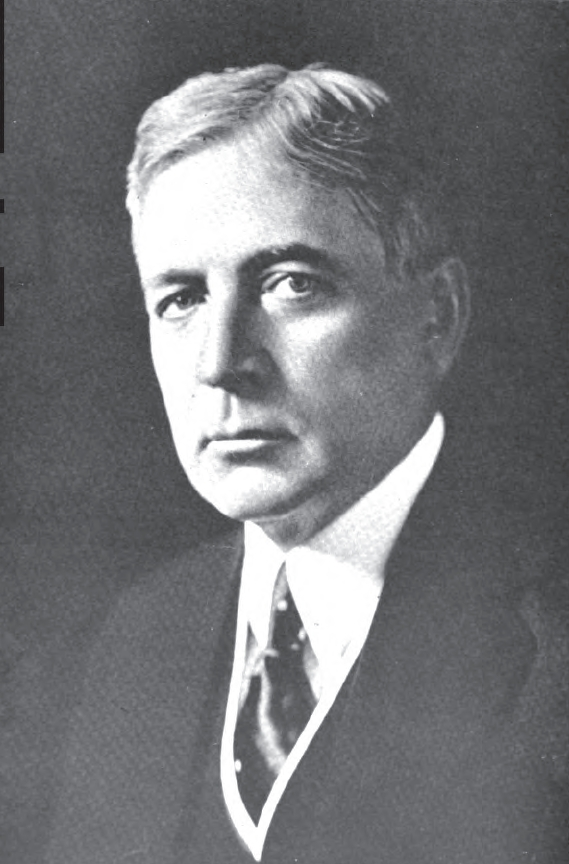

## المرشحين
| المرشح     | الحزب | عدد الأصوات |
| ---------- | ----- | ----------- |
| هربرت هوفر |       |             |